# Basket Esch
O Basket Esch é um clube de basquetebol que disputa a Nationale 1 de Luxemburgo. Sua sede fica na cidade de Esch-sur-Alzette, Cantão de Esch-sur-Alzette e seus jogos são mandados no Ginásio Poliesportivo Esch-sur-Alzette.

## Títulos

### LBBL
- Campeão (1): 2022-23

### Nationale 1 (Feminino)
- Campeão (4):2005-06, 2006-07, 2007-08 e 2011-12

### Copa de Luxemburgo (Feminina)
- Campeão (1):2005-06

## Temporada por temporada
| Temporada | Nivel | Liga       | Pos. | TR                 | PL                 | Resultado          |
| --------- | ----- | ---------- | ---- | ------------------ | ------------------ | ------------------ |
| 2011-12   | 1     | National 1 | 7    | 24-18              |                    |                    |
| 2012-13   | 1     | National 1 | 9    | 9-15               |                    |                    |
| 2013–14   | 1     | National 1 | 7    |                    |                    |                    |
| 2014–15   | 1     | National 1 | 4    | 13-15              | 0-2                | Semifinalista      |
| 2015–16   | 1     | National 1 | 5    | 15-13              |                    |                    |
| 2016-17   | 1     | National 1 | 7    | 9-9                |                    |                    |
| 2017-18   | 1     | National 1 | 3    | 15-8               | 3-2                | Semifinalista      |
| 2018-19   | 1     | National 1 | 2    | 16-7               | 2-3                | Semifinalista      |
| 2019-20   | 1     | National 1 | 2    | Cancelado Covid-19 | Cancelado Covid-19 | Cancelado Covid-19 |
| 2020-21   | 1     | National 1 | 4    | 16-6               | 3-3                | Finalista          |
| 2021-22   | 1     | LBBL       | 4    | 13-9               | 3-2                | Semifinalista      |
| 2022-23   | 1     | LBBL       | 2    | 17-5               | 7-3                | Campeão            |
| 2023-24   | 1     | LBBL       | 3º   | 14-8               | 3-2                | Semifinalista      |
| 2024-25   | 1     | LBBL       | 4º   | 15-7               | 0-2                | Quartas de finais  |

fonte:eurobasket.com

## Ligações Externas
- Sítio da Federação Luxemburguesa
- Basket Esch no eurobasket.com
- Basket Esch no Facebook